# Instalação Nuclear de Natanz
Entrada da instalação nuclear de Natanz na antiga estrada Kashan–Natanz
A Instalação Nuclear de Natanz, oficialmente denominada Instalações Nucleares Shahid Ahmadi Roshan, é uma das instalações nucleares do Irã, construída perto de Natanz para o enriquecimento de urânio. Este centro faz parte do programa nuclear iraniano, um programa cujo custo estimado é de 2 a 3 trilhões de dólares americanos. A instalação subterrânea de enriquecimento deste centro é protegida por uma blindagem de concreto com uma espessura de aproximadamente 7,6 metros.
De acordo com as autoridades iranianas, os dispositivos centrífugos deste centro estão construídos no subsolo, a uma profundidade de 40 a 50 metros da terra. Este projeto de construção foi escolhido para garantir a “segurança das pessoas” e também por estar a salvo de um “possível ataque aéreo”.
A existência deste centro nuclear foi revelada pela primeira vez em 2002 pela Organização Mojahedin do Povo do Irã. A Reuters informou que ocorreram explosões na área durante os ataques israelenses ao Irã em junho de 2025. A instalação acima do solo teria sido parcialmente destruída durante os ataques, segundo o chefe da Agência Internacional de Energia Atômica, Rafael Grossi.

## Nomeação
Em fevereiro de 2012, com a presença do então presidente iraniano Mahmoud Ahmadinejad, os nomes de cinco centros e departamentos nucleares do Irã foram alterados para os nomes de cinco pessoas assassinadas. O nome da instalação nuclear de Natanz foi alterado para “Instalação Nuclear Shahid Ahmadi Roshan”, em memória de Mostafa Ahmadi Roshan, assassinado em 11 de janeiro de 2012.
Antes disso, o nome de instalação nuclear era o mesmo da cidade vizinha, Natanz. Ainda é conhecida internacionalmente com o nome de “Instalação Nuclear de Natanz”.

## História

### Vírus Stuxnet e assassinato de pessoas relacionadas à Usina Nuclear de Natanz
Em janeiro de 2011, o The New York Times afirmou em um artigo investigativo que Israel e os Estados Unidos nunca confirmaram oficialmente que estavam envolvidos na disseminação do vírus Stuxnet.
Em janeiro de 2012, Mostafa Ahmadi Roshan, o “vice-diretor comercial” da instalação nuclear de Natanz, foi morto por uma explosão de bomba na área de Seyed Khandan, em Teerã.

### Sabotagens
De acordo com Fereydoon Abbasi, ex-chefe da Organização de Energia Atômica do Irã, essas instalações foram alvo de sabotagens graves cinco vezes desde 2006. Esses atos de sabotagem incluem a instalação de explosivos nos sensores de ar das centrífugas para causar quedas de energia.

### Expansão de instalações
Em novembro de 2024, de acordo com o The Washington Post, imagens de satélite mostram que a construção está em andamento na Instalação Nuclear de Natanz. Além disso, a Agência Internacional de Energia Atômica anunciou que o Irã está construindo uma fábrica avançada de montagem de centrífugas no subsolo da Instalação Nuclear de Natanz.

### Ataques aéreos israelenses de 2025
Fontes informam que o local foi um dos alvos da Operação Leão em Ascensão. Um funcionário israelense afirmou que a instalação foi destruída. De acordo com o chefe da AIEA, Rafael Grossi, a instalação de enriquecimento acima do solo foi completamente destruída.